# Заречный (Рязанская область)
Заре́чный — упразднённый рабочий посёлок в городском округе Скопин Рязанской области. В 2004 году включен в состав города Скопина и исключен из учётных данных.

## Географическое положение
Расположен на юго-востоке города Скопина, отделён от него рекой Вёрдой. На севере — подчинённые населённые пункты деревня Свинушки и посёлок ЦЭС, на западе — село Чулково, на северо-востоке — деревня Ермолово, на юго-востоке — деревня Перики, южнее — посёлок Побединка.

## История
Ещё с конца XIX века в окрестностях населённого пункта действовали шахты по добыче бурого угля. В 1898 году было создано франко-бельгийское акционерное общество по добыче угля Charbonnage de Pobedenko, директором-распорядителем которого был М. А. Ганкар. В 1918 году Побединские рудники были национализированы.
10.10.1927 года Побединский рудник был преобразован в рабочий посёлок Побединский. Изначально он располагался на месте современного рабочего посёлка Побединка.
С 1929 года рабочий посёлок Побединский вошёл в состав Скопинского района Рязанского округа Московской области, с 1937 года — в составе Рязанской области.
Указом президиума Верховного Совета РСФСР за № 760, от 23 октября 1963 года рабочий поселок Побединский Скопинского промышленного района переименован в рабочий посёлок Заречный. По всей видимости, с развитием посёлка, образовался новый жилой массив южнее деревни Свинушки, за которым в итоге и закрепилось название Заречный. А на месте «старого» посёлка образовались населенные пункты село Победное и посёлок Побединский находившиеся в подчинении Поплевинского поссовета.

## Население
| 1931 | 1939  | 1959  | 1970  | 1979  | 1989  | 2002  |
| ---- | ----- | ----- | ----- | ----- | ----- | ----- |
| 1950 | ↘1165 | ↗4305 | ↗4837 | ↘4302 | ↘3798 | ↘3147 |

## Инфраструктура

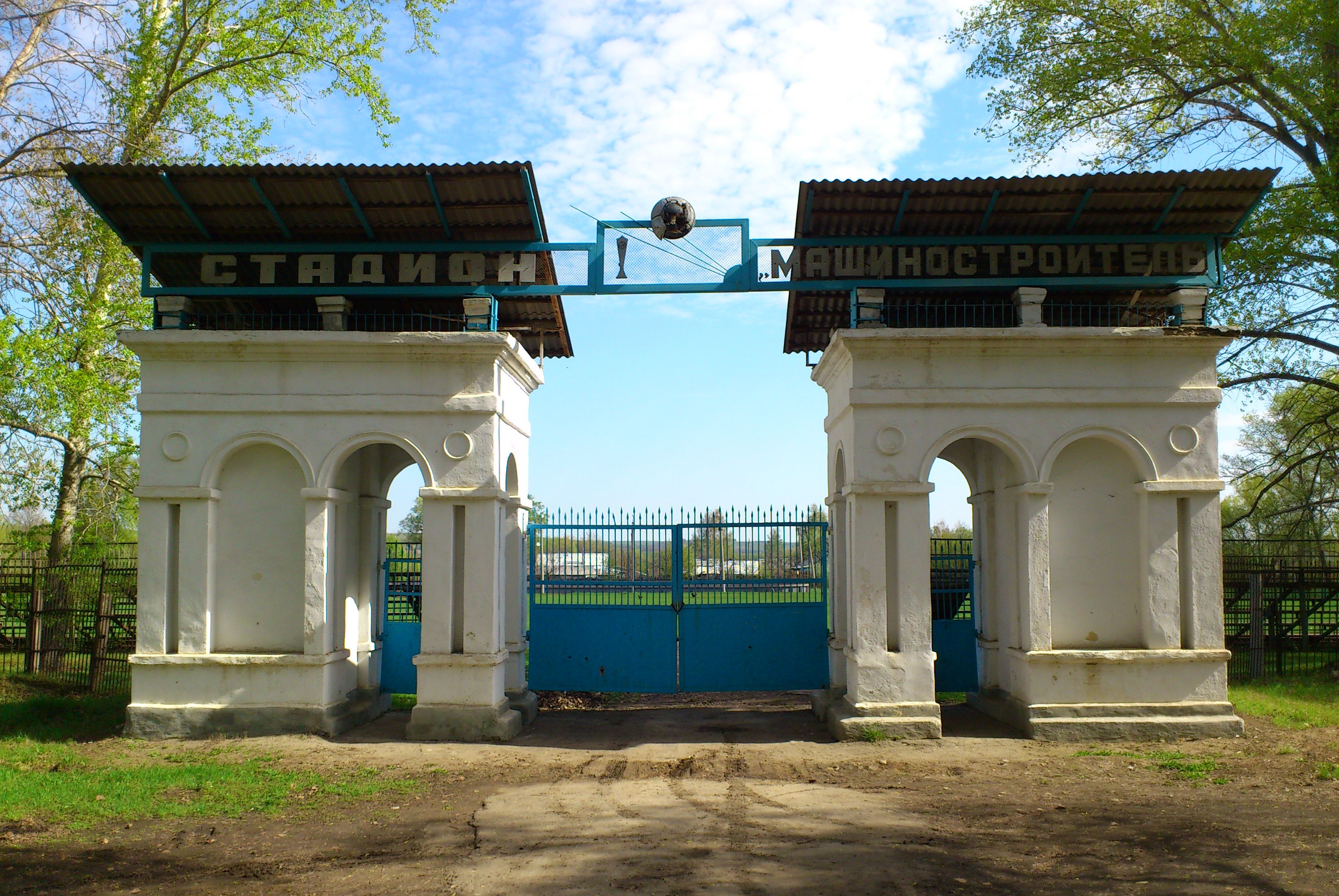
Стадион «Машиностроитель»

В микрорайоне находится предприятие горно-добывающей промышленности «Машзавод». Футбольный клуб предприятия с одноимённым названием — финалист чемпионата Рязанской области по футболу в 2008 году. Клуб имеется свой стадион, на территории которого расположены также спортивный зал и каток. В микрорайоне располагаются несколько спортплощадок.
Чуть севернее расположен Свято-Дмитриевский мужской монастырь. Есть дом культуры, средняя школа им. М. Горького, детский сад, школа-интернат, музыкальная школа.
С конца 2018 по середину 2019 года продолжался ремонт дома культуры. В конце 2019 года заново открылся местный кинотеатр.
Имеется памятник павшим воинам в Великой Отечественной войне.

## Известные уроженцы
- А. Н. Афиногенов — советский драматург.